# يو إف سي ليلة القتال: ويردوم ضد فولكوف
يو إف سي ليلة القتال: ويردوم ضد فولكوف (بالإنجليزية: UFC Fight Night: Werdum vs. Volkov)‏ هو حدث لفنون القتال المختلطة نظمته يو إف سي، أُقيم في 17 مارس 2018، على ذا أوه2 أرينا في لندن، إنجلترا.